# 罗伯特·皮里

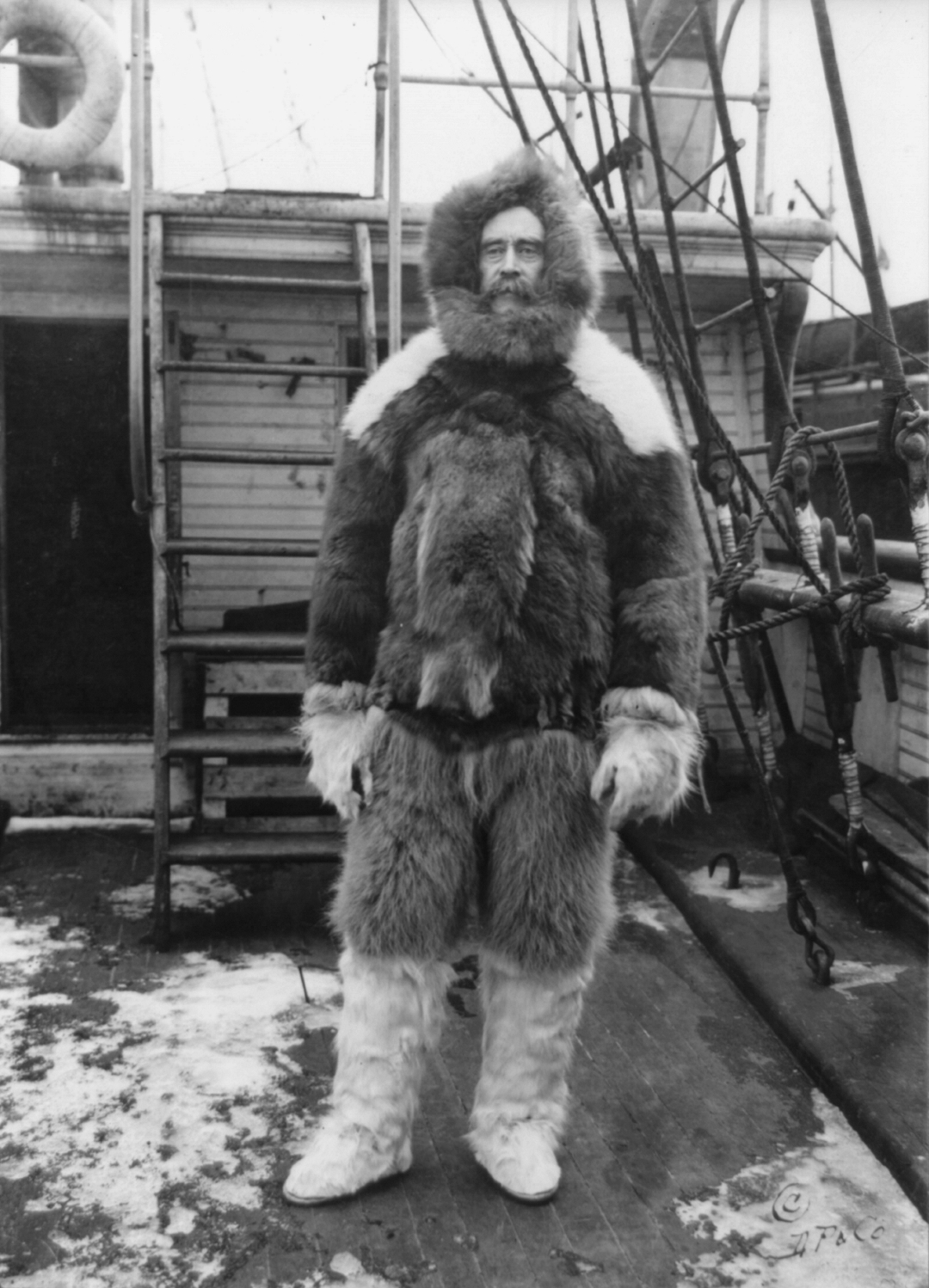
罗伯特·皮里

罗伯特·埃德温·皮里（英語：Robert Edwin Peary，1856年5月6日—1920年2月20日），美国极地探险家、美國海軍少將，曾多次探险格陵兰，并证明其为第一大岛。
皮里出生于宾夕法尼亚州，1877年毕业于鮑登學院，1886年开始北极探险。1909年4月，他率队从埃尔斯米尔岛北岸的哥伦比亚角（C.  Columbia）出发，乘雪橇向北极点发起冲击，4月6日，皮里到达北极点，成为世界上有史以来首位徒步抵达北极点的人。
他著有《北极》、《北行在巨冰上》等著作。